# Ratibořské Hory
Ratibořské Hory (německy Bergstädtel) jsou obec v okrese Tábor v Jihočeském kraji. Žije v ní 815 obyvatel.

## Historie
První písemná zmínka o obci pochází z roku 1527, v roce 1652 byla obec povýšena na městečko. Již dříve se v okolí Ratibořic těžilo stříbro, v 16. století si však příchod horníků a rozvoj těžby vyžádaly založení nového sídla ve volnější krajině. V období mezi lety 1515 až 1600 bylo na území mezi Starou Vožicí a Ratibořskými Horami získáno přibližně 21 250 kilogramů stříbra.
K druhému vzestupu těžby došlo za Schwarzenberků ve druhé polovině 18. století a v poslední dekádě přesáhl počet obyvatel tisícovku. Obec tedy měla podstatně víc obyvatel, než by se uživilo běžným zemědělstvím.

## Obyvatelstvo
| Rok            | 1869  | 1880  | 1890  | 1900  | 1910  | 1921  | 1930  | 1950  | 1961  | 1970 | 1980 | 1991 | 2001 | 2011 | 2021 |
| -------------- | ----- | ----- | ----- | ----- | ----- | ----- | ----- | ----- | ----- | ---- | ---- | ---- | ---- | ---- | ---- |
| Počet obyvatel | 2 118 | 2 182 | 1 979 | 1 815 | 1 714 | 1 589 | 1 428 | 1 066 | 1 055 | 890  | 826  | 756  | 747  | 727  | 760  |
| Počet domů     | 248   | 262   | 269   | 275   | 245   | 247   | 267   | 288   | 255   | 233  | 221  | 314  | 327  | 345  | 358  |

## Části obce
- Dub
- Malenín
- Podolí
- Ratibořice
- Ratibořské Hory
- Vřesce

## Vybavenost a dopravní dostupnost
V místě je škola a mateřská školka, ordinace praktického lékaře a poštovní úřad.
Obcí prochází silnice II/137 z Tábora do Mladé Vožice (a Načeradce). Nejbližší železniční stanice je cca 10 km vzdálená rychlíková zastávka v Táboře na IV. koridoru a podobně vzdálená stanice v Chýnově na vedlejší trati Tábor – Pelhřimov.

## Pamětihodnosti
- Kostel svatého Vojtěcha na náměstí, barokní stavba (1722)
- Tzv. zámeček čp. 1 na severní straně náměstí, bývalá správní budova, kanceláře a byty důlních úředníků
- Zámeček Ohrazenice
- Venkovská usedlost čp. 45
- Rodinný dům hornický čp. 18
- Rudný důl – soubor hald a šachet
- Pomník padlých v první světové válce, z roku 1920, dílo sochaře Antonína Bílka[8][9]
- Pomník obětem druhé světové války[9]
- dřevěná socha svaté Barbory (2015)

## Příroda a turistika
Krajinný ráz určují Dubské vrchy s Přírodním parkem Polánka východně od obce, což je lesní komplex v nadmořské výšce 600–700 metrů.
Území odvodňuje Ratibořský potok, ze západu Chotovinský potok, na nichž leží vícero rybníků.
Obcí prochází naučná stezka Stříbrná osmička, která je trasována jako okružní od Mladé Vožice do Dobronic u Chýnova s možným nástupem u nádraží v Sudoměřicích u Tábora. Mimo vyhlídkových míst a stavebních památek ukazuje také kuželovitá návrší vzniklá jako výsypky z okolních dolů.

## Galerie

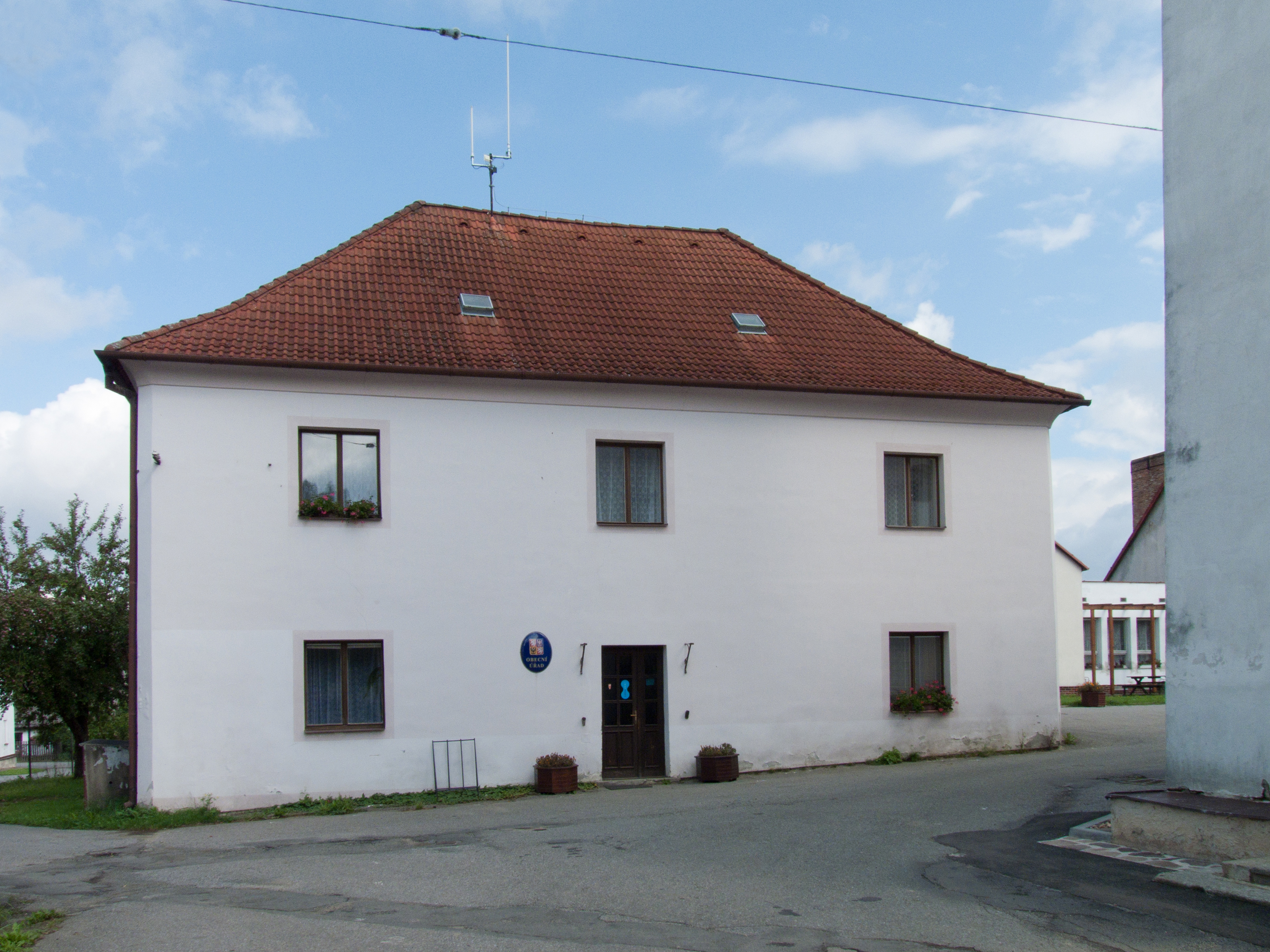
Obecní úřad
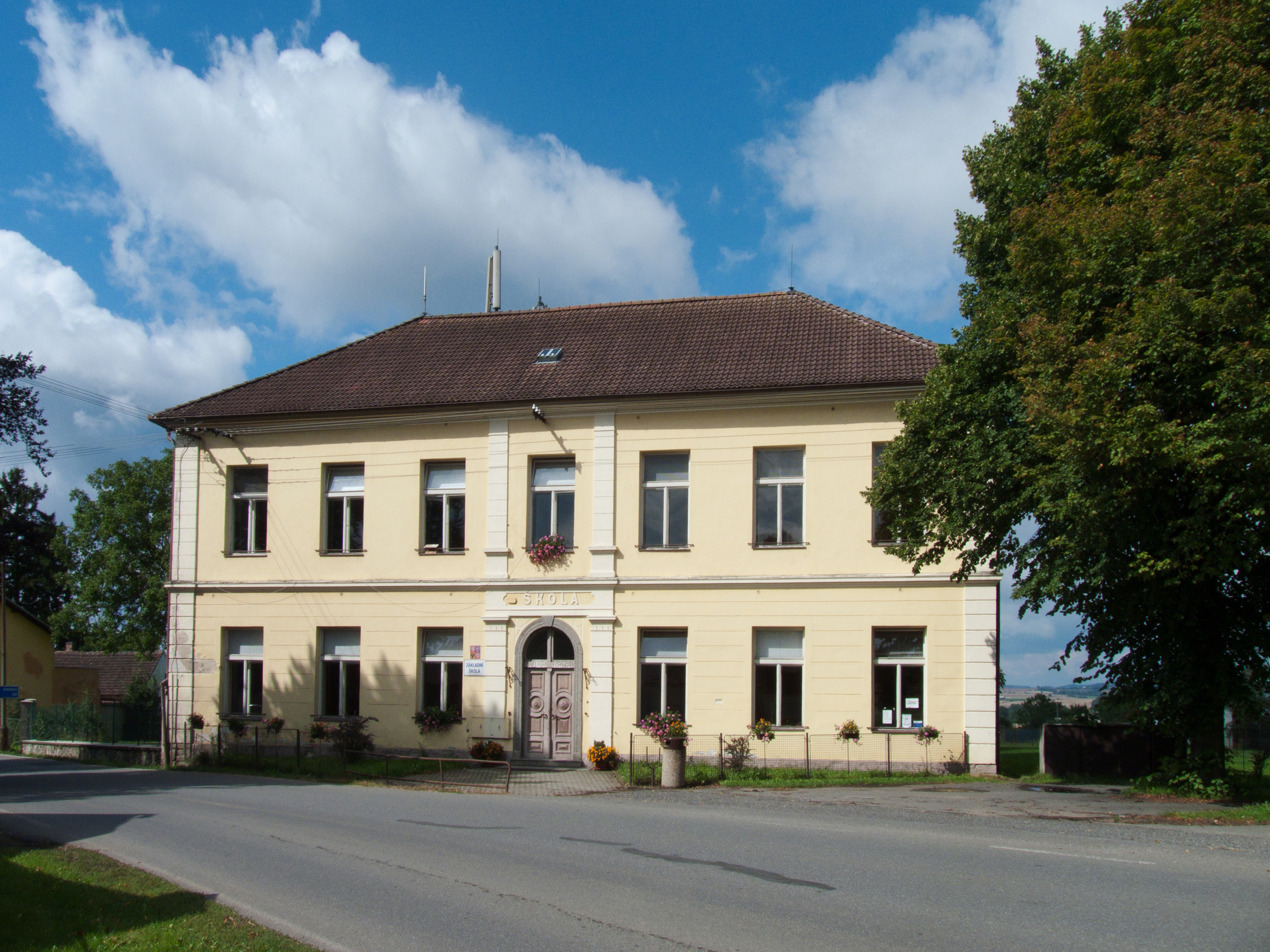
Škola
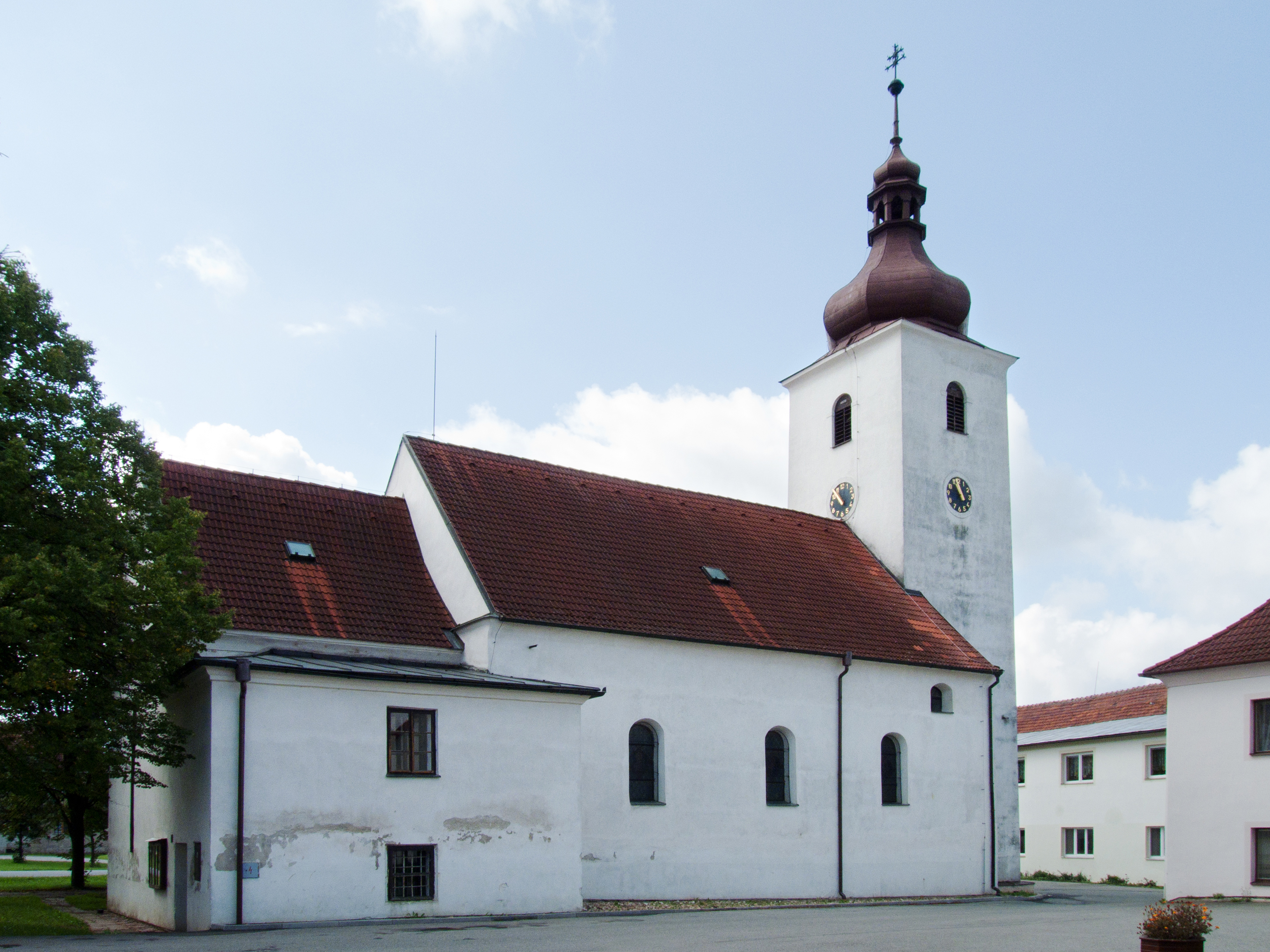
Kostel svatého Vojtěcha
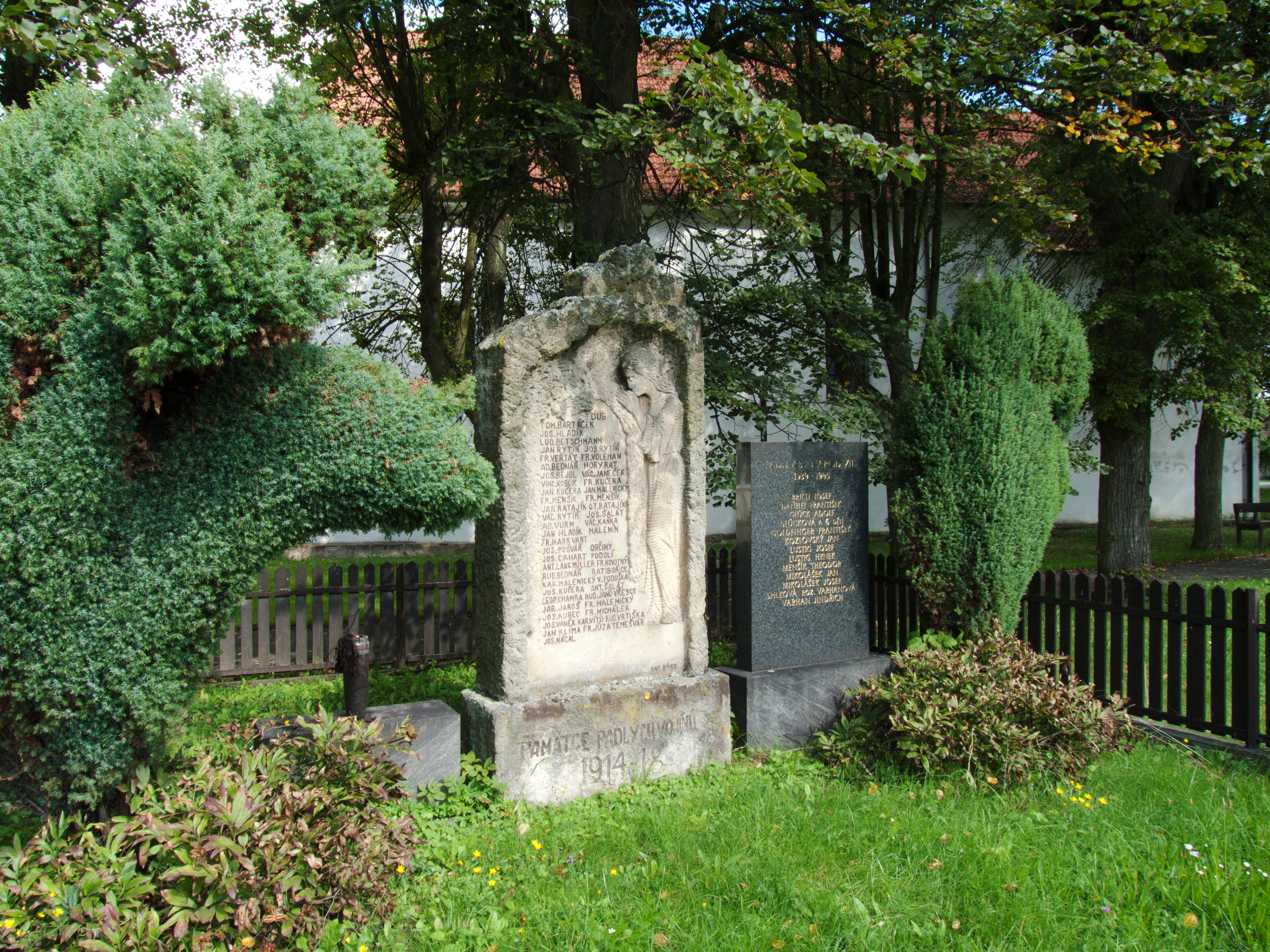
Pomníky
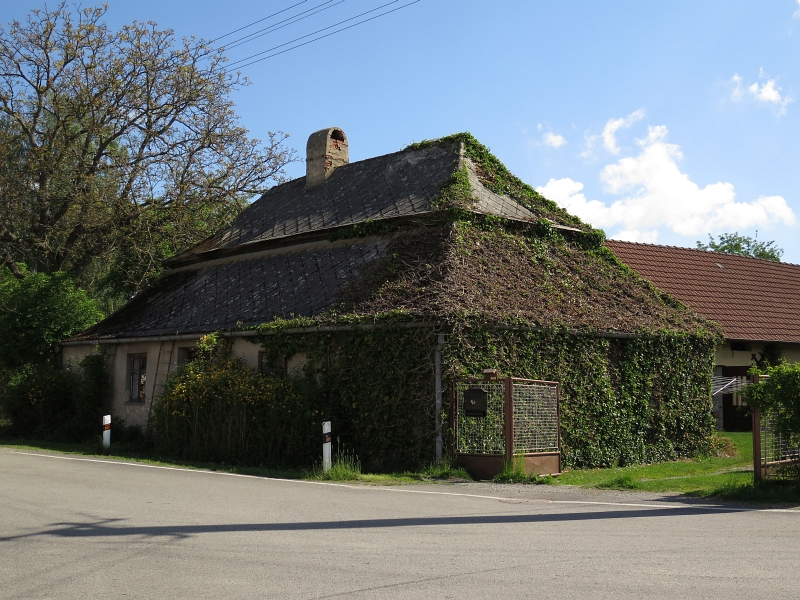
Dům čp.18
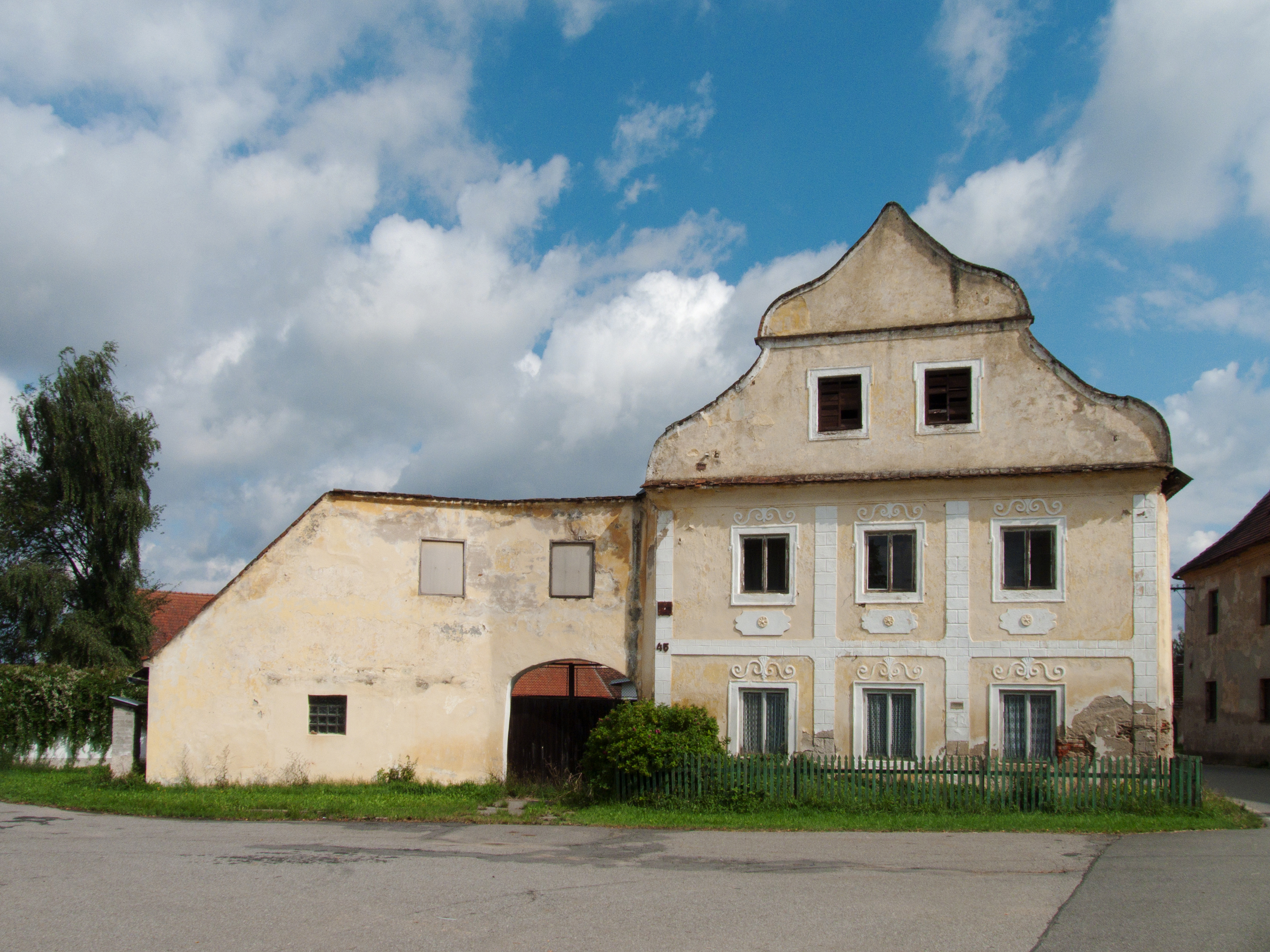
Stavení čp.45
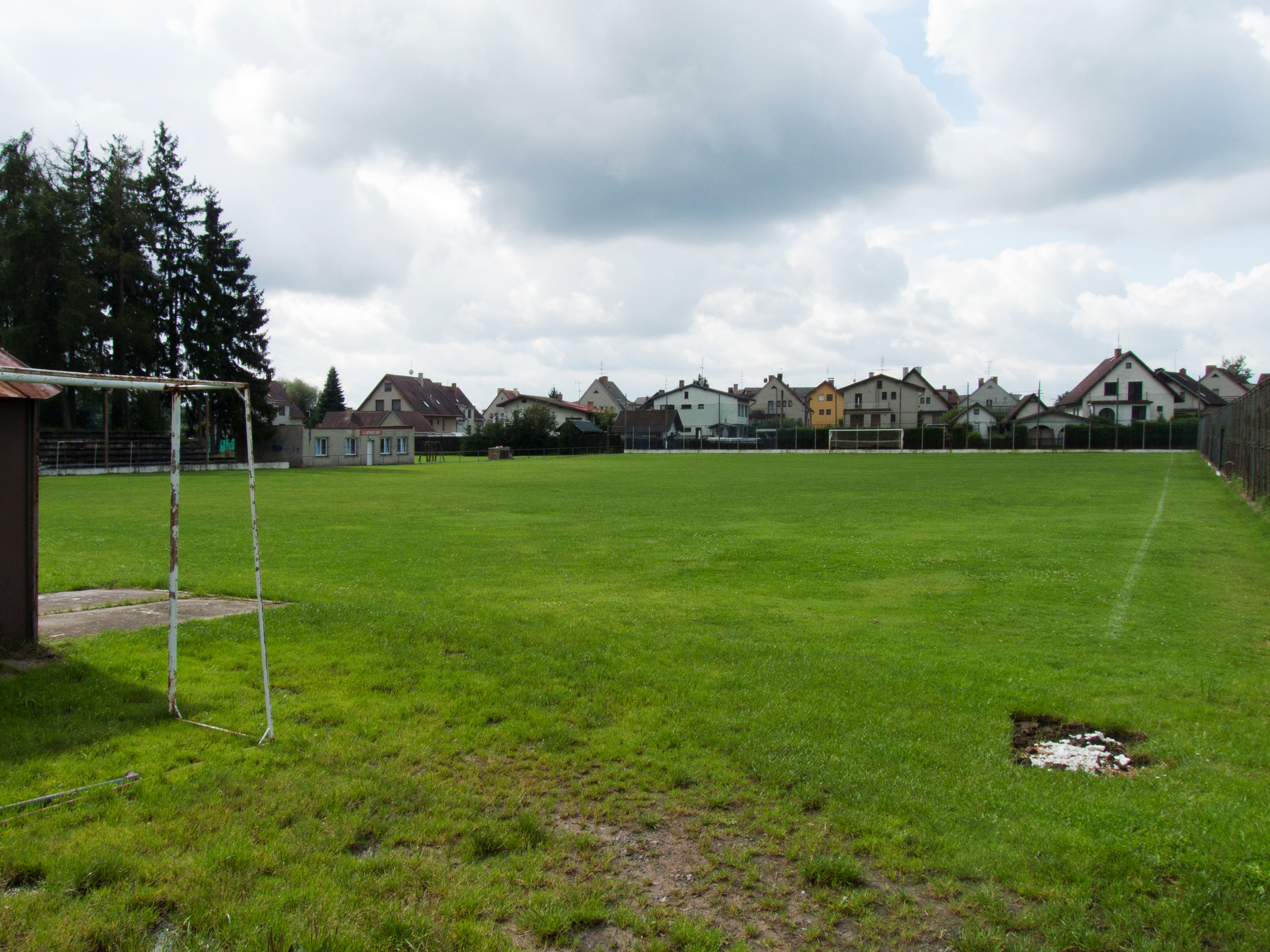
Hřiště
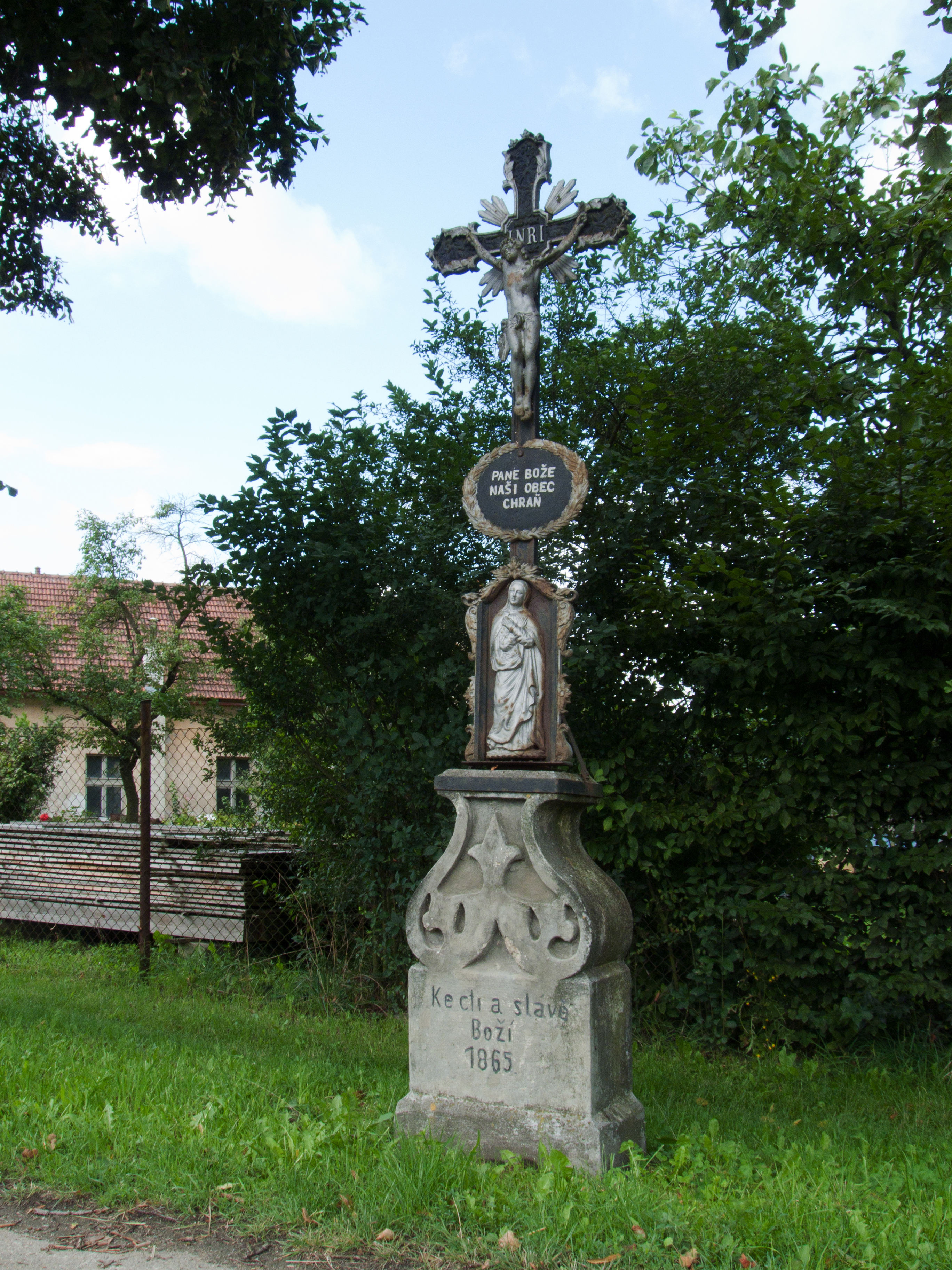
Křížek